# Крістіан Кюнаст
Крістіан Кюнаст (нім. Christian Künast; нар. 7 березня 1971, Ландсгут, ФРН) — німецький хокеїст, воротар. Тренер молодіжної команди хокейного клубу «Штраубінг Тайгерс».

## Кар'єра (гравця)
Крістіан вихованець клубу «Ландсгут», де і почав свою професійну кар'єру в 1989 році, захищав кольори клубу до 1996 року. Сезон 1996/97 провів у складі «Кауфбойрен Адлер». У 1997 році переїхав до клубу «Адлер Мангейм», де стає запасним воротарем, першим та другим номером у «орлів» на той час були відповідно Йоахім Аппель та Майк Розаті.
Після переможного сезону 1997/98 Кюнаст повернувся до «Ландсгуту» на один сезон. Два сезони провів у складі «Мюнхен Баронс», де в сезоні 1999/2000 вдруге стає чемпіоном Німеччини. Надалі він два сезони виступав у складі «Гамбург Фрізерс» та ще три у «Ганновер Скорпіонс», де завершив виступи гравця та став помічником головного тренера (також два сезони до 2009 року).

## Кар'єра (збірна)
У складі національної збірної, брав участь у чемпіонатах світу 1996 та 2001, а також у Зимових Олімпійських іграх 2002 року.

## Кар'єра (тренера)
З 30 листопада 2011 року та до весни 2013 року, був головним тренером «Ганновер Індіанз» (друга Бундесліга). З серпня 2013 головний тренер молодіжної команди хокейного клубу «Штраубінг Тайгерс».

## Нагороди та досягнення
- 1998 чемпіон Німеччини у складі «Адлер Мангейм»
- 1999/2000 чемпіон Німеччини у складі «Мюнхен Баронс»